# Fernando Belaúnde Terry
Fernando Belaúnde Terry (ur. 7 października 1912 w Limie, zm. 4 czerwca 2002 tamże) – peruwiański architekt i polityk, dwukrotnie prezydent kraju (w latach 1963–1968 i 1980–1985).

## Życiorys
Jego ojcem był Rafael Belaúnde Diez Canseco, premier Peru. Jego pradziadkiem był generał i prezydent Pedro Díez Canseco, a jego przodkami byli m.in. Francisco Luna Pizarro, Pedro Pizarro i Nicolás de Rivera.
W latach 1924–1935 studiował architekturę w Paryżu, a następnie na Uniwersytecie Miami. Krótko pracował w Meksyku, a w 1936 roku powrócił do Peru. Był założycielem branżowego czasopisma Arquitecto Peruano. W 1943 roku został wykładowcą urbanistyki na Uniwersytecie Katolickim w Limie, a następnie na Universidad Nacional de Ingeniería.
W latach 1945–1948 był członkiem Kongresu. Od 1948 roku pełnił funkcję dziekana Wydziału Architektury Universidad Nacional de Ingeniería.
W 1956 roku wystartował po raz pierwszy w wyborach prezydenckich, uzyskując 36,7% głosów. Początkowo komisja wyborcza odmówiła rejestracji jego kandydatury, ale w wyniku protestów i zamieszek, władze pozwoliły mu wystartować. W 1957 roku wyzwał na pojedynek posła Eduardo Watsona Cisnerosa i walczył z nim na lotnisku Collique. W maju 1959 roku został aresztowany i osadzony na wyspie El Frontón, został zwolniony po dwunastu dniach.
Na czele koalicji wygrał wybory prezydenckie w 1963 roku, zdobywając 39% głosów. W październiku 1968 roku został obalony w wyniku zamachu stanu. Następnie wyemigrował do Stanów Zjednoczonych, gdzie wykładał m.in. na Uniwersytecie Harvarda i Uniwersytecie Columbia. Do Peru powrócił w 1970 roku, ale został ponownie wygrany z kraju w styczniu 1971 roku. W styczniu 1976 znów powrócił do Peru. 
W wyborach prezydenckich w 1980 roku pokonał 14 innych kandydatów, zdobywając 44,9% głosów. W wyborach w 1985 roku jego partia została zmarginalizowana, a jej kandydat otrzymał jedynie 7% głosów w wyborach prezydenckich. Belaúnde przekazał urząd nowemu prezydentowi, a sam został mianowany senatorem. Po 1990 roku angażował się w działania opozycji przeciwko rządom Alberto Fujimoriego.
W 2001 roku zrezygnował z przewodzenia swojej partii z powodów zdrowotnych (chorował na nowotwór skóry). 24 maja 2002 roku przeszedł udar mózgu i został hospitalizowany, zmarł 4 czerwca 2002 roku.